# Egérformák

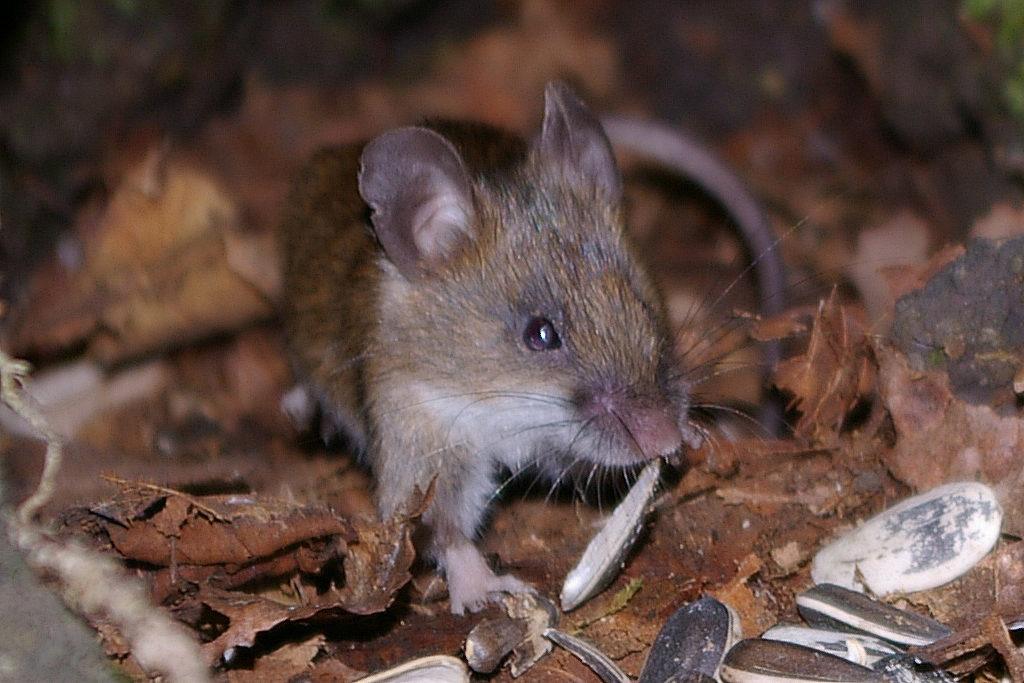
japán erdeiegér (Apodemus argenteus)

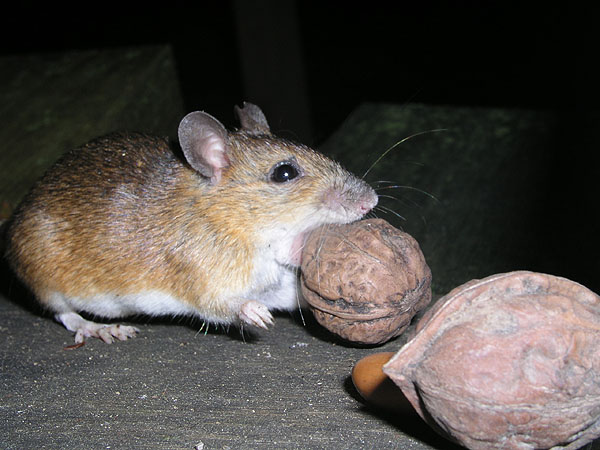
Apodemus speciosus

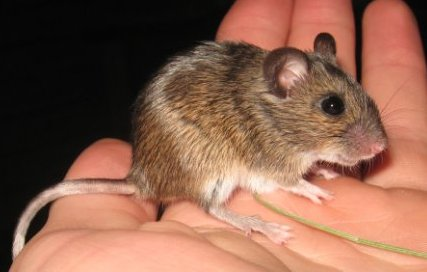
kislábú erdeiegér (Apodemus uralensis)

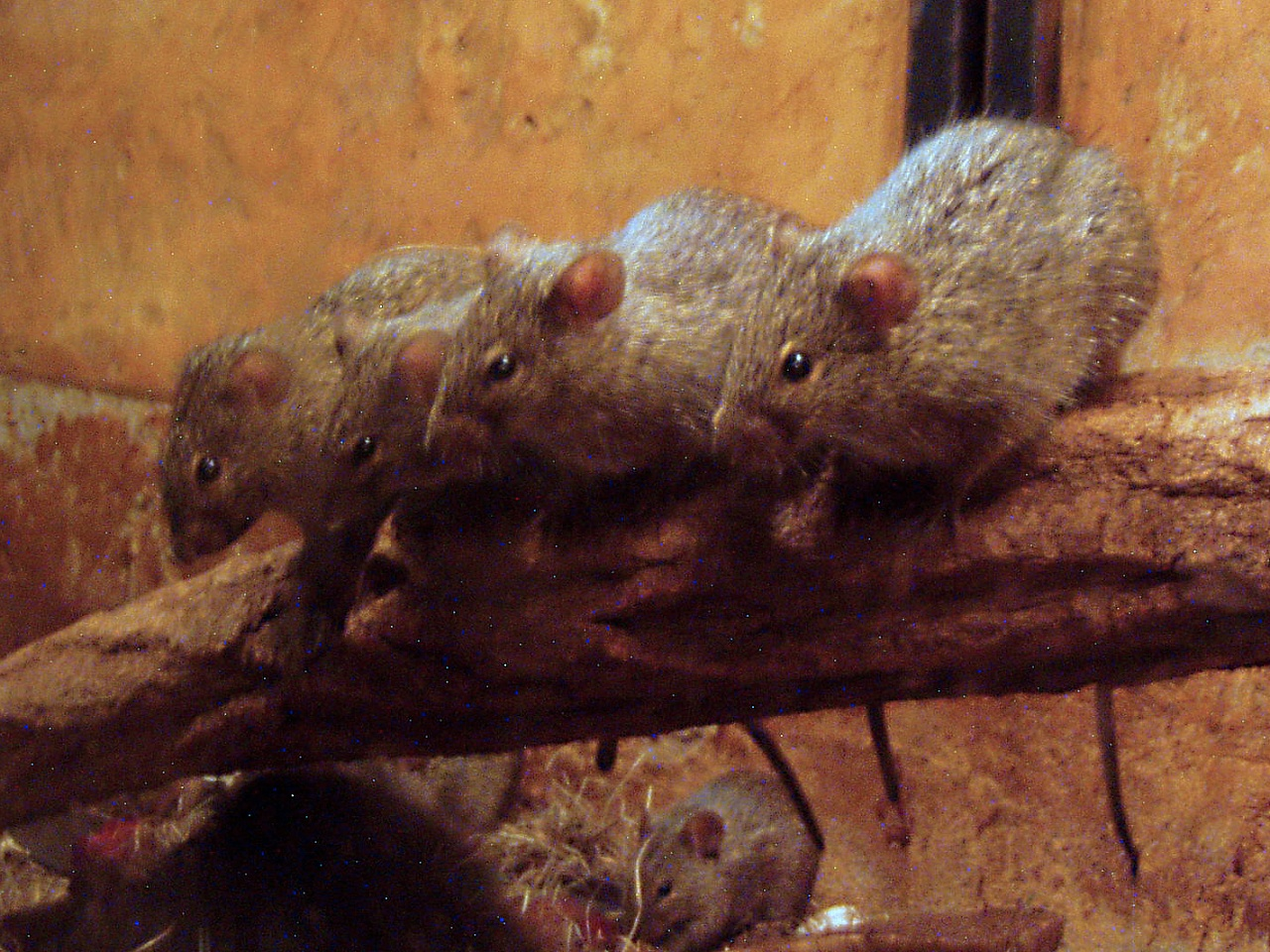
nílusi pásztásegér (Arvicanthis niloticus)

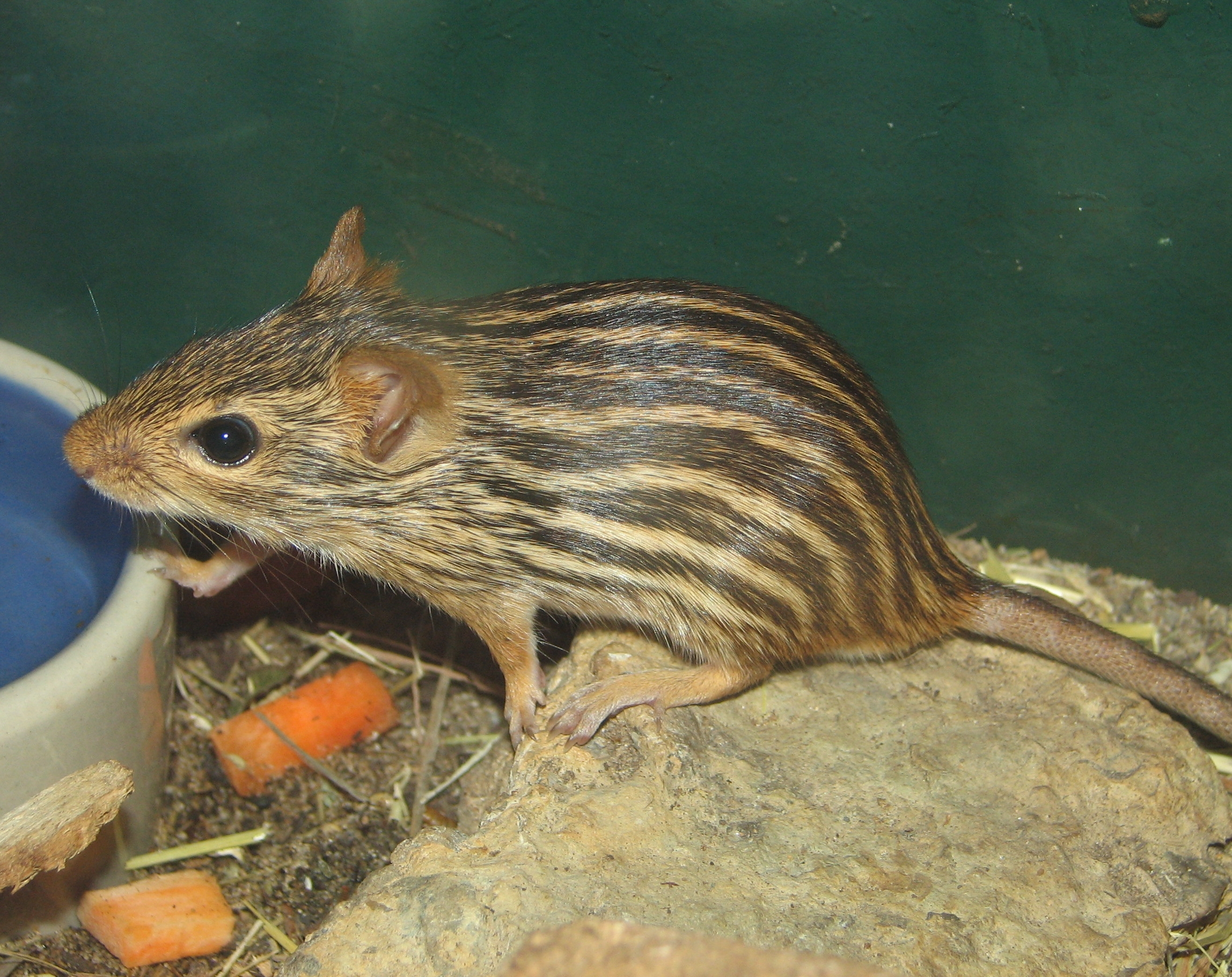
Lemniscomys barbarus

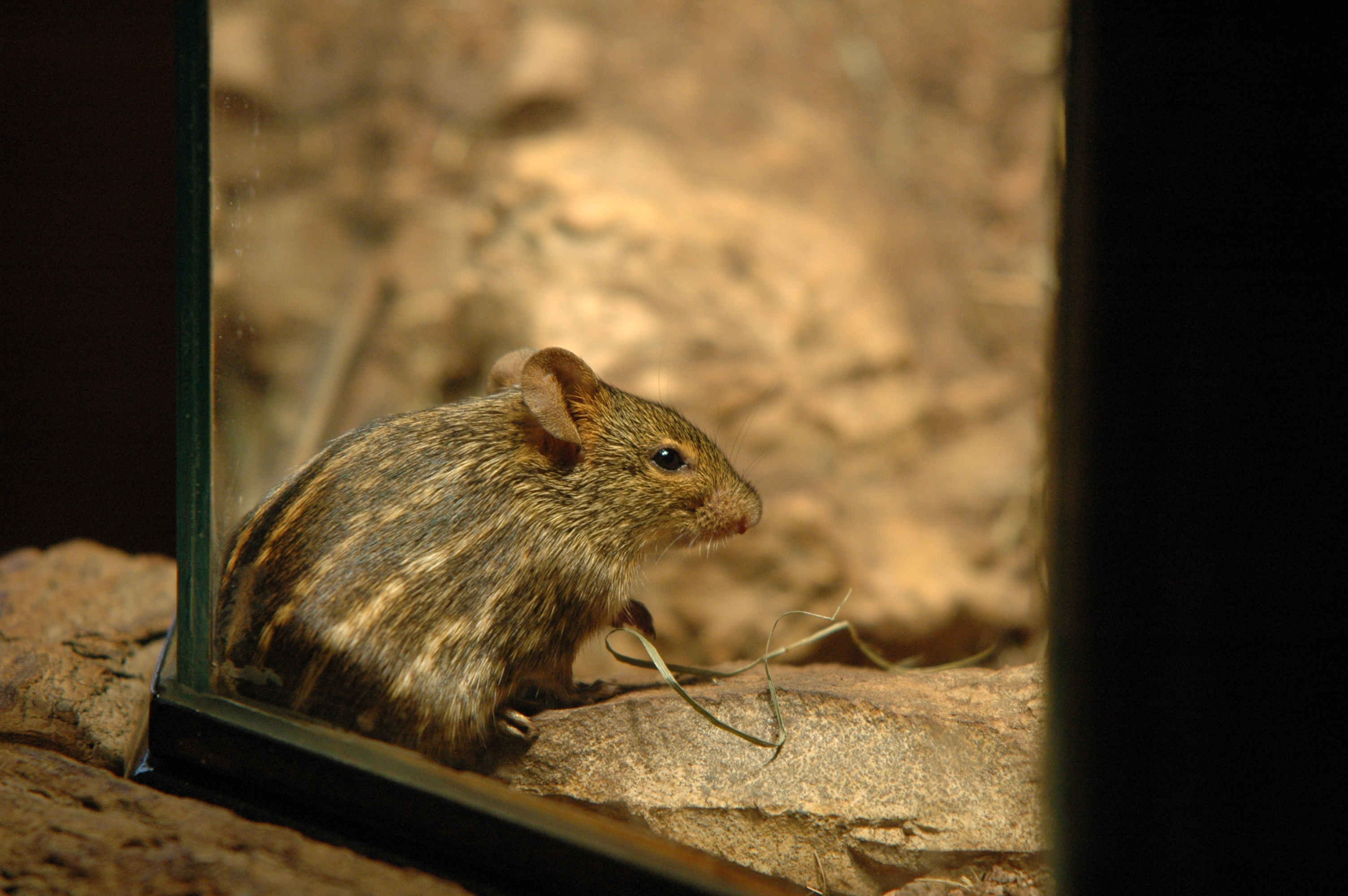
Lemniscomys striatus

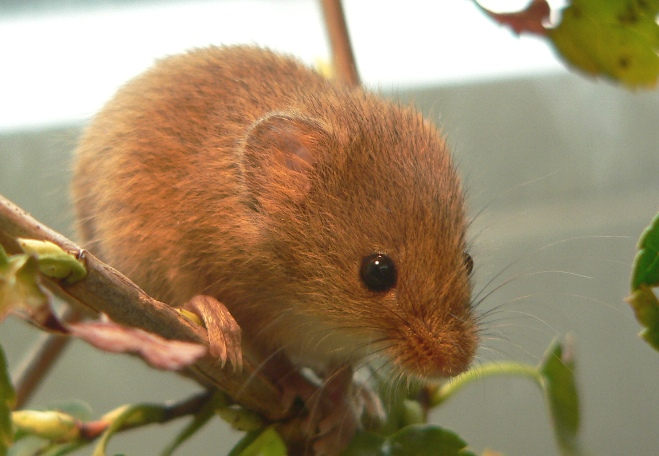
törpeegér (Micromys minutus)

Az egérformák vagy egerek (Murinae) az emlősök (Mammalia) osztályának a rágcsálók (Rodentia) rendjébe, ezen belül az egérfélék (Muridae) családjába tartozó alcsalád.

## Rendszerezés
Az alcsaládba az alábbi 160 nem és 639 faj tartozik:

### Aethomys csoport
- Aethomys Thomas, 1915 – 9 faj

### Apodemus csoport
- Apodemus Kaup, 1829 – 21 faj, erdeiegerek
- †Rhagamys Major, 1905 – 1 faj
  - †Rhagamys orthodon Hensel, 1856
- Tokudaia Kuroda, 1943 – 3 faj, bambuszegerek

### Arvicanthis csoport
- Arvicanthis Lesson, 1842 – 7 faj, pásztásegerek
- Desmomys Thomas, 1910 – 2 faj
- csíkos fűegerek (Lemniscomys) Trouessart, 1881 – 11 faj
- Mylomys Thomas, 1906 – 2 faj
- Pelomys Peters, 1852 – 5 faj
- Rhabdomys Thomas, 1916 – 2 faj

### Chrotomys csoport
- Apomys Mearns, 1905 – 17 faj
- Archboldomys Musser, 1982 – 2 faj
- Chrotomys Thomas, 1895 – 5 faj, csíkospatkányok
- Rhynchomys Thomas, 1895 – 4 faj, ormányosegerek
- Soricomys Balete, Rickart, Heaney, Alviola, Duya, Duya, Sosa & Jansa, 2012 - 4 faj

### Colomys csoport
- Colomys Thomas & Wroughton, 1907 – 1 faj
  - nagytalpúpatkány (Colomys goslingi) Thomas & Wroughton, 1907
- Nilopegamys Osgood, 1928 – 1 faj
  - Nilopegamys plumbeus Osgood, 1928
- Zelotomys Osgood, 1910 – 2 faj

### Crunomys csoport
- Crunomys Thomas, 1897 – 4 faj, patakipatkányok
- Sommeromys Musser & Durden, 2002 – 1 faj
  - Sommeromys macrorhinos Musser & Durden, 2002

### Dacnomys csoport
- Anonymomys Musser, 1981 – 1 faj
  - Anonymomys mindorensis Musser, 1981
- Chiromyscus Thomas, 1925 – 1 faj
  - Chiromyscus chiropus Thomas, 1891
- Dacnomys Thomas, 1916 – 1 faj
  - Dacnomys millardi Thomas, 1916
- Leopoldamys Ellerman, 1947 – 7 faj, hosszúfarkúpatkányok
- Niviventer J. T. Marshall, Jr., 1976 – 18 faj, sörtéspatkányok
- Saxatilomys Musser et al., 2005 – 1 faj
  - Saxatilomys paulinae Musser, Smith, Robinson & Lunde, 2005
- Srilankamys Musser, 1981 – 1 faj
  - Srilankamys ohiensis Phillips, 1929
- Tonkinomys Musser et al., 2006 – 1 faj
  - Tonkinomys daovantieni Musser, Lunde & Nguyen, 2006

### Dasymys csoport
- Dasymys Peters, 1875 – 10 faj, borzaspatkányok

### Echiothrix csoport
- Echiothrix Gray, 1867 – 2 faj

### Golunda csoport
- Golunda Gray, 1837 – 1 faj
  - Elliot-patkány (Golunda ellioti) Gray, 1837

### Hadromys csoport
- Hadromys Thomas, 1911 – 3 faj

### Hybomys csoport
- Dephomys Thomas, 1926 – 2 faj
- Hybomys Thomas, 1910 – 6 faj, erdeipatkányok
- Stochomys Thomas, 1926 – 1 faj
  - Stochomys longicaudatus Tullberg, 1893

### Hydromys csoport
- Baiyankamys Hinton, 1943 – 2 faj
- Crossomys Thomas, 1907 – 1 faj
  - fületlen mocsáripatkány (Crossomys moncktoni) Thomas, 1907
- Hydromys E. Geoffroy, 1804 – 4 faj, mocsáripatkányok
- Microhydromys Tate & Archbold, 1941 – 2 faj
- Parahydromys Poche, 1906 – 1 faj
  - borzas mocsáripatkány (Parahydromys asper) Thomas, 1906
- Paraleptomys Tate & Archbold, 1941 – 2 faj

### Lorentzimys csoport
- Lorentzimys Jentink, 1911 – 1 faj
  - Lorentzimys nouhuysi Jentink, 1911

### Malacomys csoport
- Malacomys Milne-Edwards, 1877 - 3 faj

### Maxomys csoport
- Maxomys Sody, 1936 – 17 faj, sörtéspatkányok

### Melasmothrix csoport
- Melasmothrix Miller & Hollister, 1921 – 1 faj
  - kis sünpatkány (Melasmothrix naso) Miller & Hollister, 1921
- Tateomys Musser, 1969 – 2 faj

### Micromys csoport
- Chiropodomys Peters, 1869 – 8 faj
- Haeromys Thomas, 1911 – 3 faj
- Hapalomys Blyth, 1859 – 2 faj
- Micromys Dehne, 1841 – 2 faj
- Vandeleuria Gray, 1842 – 3 faj
- Vernaya Anthony, 1941 – 5 faj

### Millardia csoport
- Cremnomys Wroughton, 1912 – 2 faj
- Diomys Thomas, 1917 – 1 faj
  - Diomys crumpi Thomas, 1917
- Madromys Sody, 1941 – 1 faj
  - Madromys blanfordi Thomas, 1881
- Millardia Thomas, 1911 – 4 faj, selyempatkányok

### Mus csoport
- Muriculus Thomas, 1903 – 1 faj
  - Muriculus imberbis Rüppell, 1842
- Mus Linnaeus, 1758 – 41 faj

### Oenomys csoport
- †Canariomys Crusafont-Pairo & Petter, 1964 – 2 faj
- Grammomys Thomas, 1915 – 14 faj
- Lamottemys F. Petter, 1986 – 1 faj
  - Lamottemys okuensis F. Petter, 1986
- †Malpaisomys Hutterer, Lopez-Martinez, & Michaux, 1988 – 1 faj
  - †Malpaisomys insularis Hutterer, Lopez-Martinez, & Michaux, 1988 – kihalt, egykor a Kanári-szigeteken élt
- Oenomys Thomas, 1904 – 3 faj
- Thallomys Thomas, 1920 – 4 faj
- Thamnomys Thomas, 1907 – 3 faj

### Phloeomys csoport
- Batomys Thomas, 1895 – 5 faj
- Carpomys Thomas, 1895 – 2 faj
- Crateromys Thomas, 1895 – 4 faj, ködpatkányok
- Phloeomys Waterhouse, 1839 – 2 faj

### Pithecheir csoport
- Eropeplus Miller & Hollister, 1921 – 1 faj
  - Eropeplus canus Miller & Hollister, 1921
- Lenomys Thomas, 1898 – 1 faj
  - Lenomys meyeri Jentink, 1879
- Lenothrix Miller, 1903 – 1 faj
  - Lenothrix canus Miller, 1903
- Margaretamys Musser, 1981 – 4 faj
- Pithecheir Lesson, 1840 – 2 faj
- Pithecheirops Emmons, 1993 – 1 faj
  - Pithecheirops otion Emmons, 1993

### Pogonomys csoport
- Abeomelomys Menzies, 1990 – 1 faj
  - Abeomelomys sevia Tate & Archbold, 1935 - korábban Pogonomelomys sevia
- Anisomys Thomas, 1904 – 1 faj
  - Anisomys imitator Thomas, 1904
- Chiruromys Thomas, 1888 – 3 faj
- Coccymys Menzies, 1990 – 4 faj
- †Coryphomys Schaub, 1937 – 2 faj
- Hyomys Thomas, 1904 - 2 faj
- Macruromys Stein, 1933 – 2 faj, kisfogúpatkányok
- Mallomys Thomas, 1898 – 7 faj, pápuapatkányok
- Mammelomys Menzies, 1996 – 2 faj
- Pogonomelomys Ruemmler, 1936 – 3 faj, mozaikfarkú-patkányok
- Pogonomys Milne-Edwards, 1877 – 6 faj
- †Spelaeomys Hooijer, 1957 – 1 faj
  - †Spelaeomys florensis Hooijer, 1957
- Xenuromys Tate & Archbold, 1941 – 1 faj
  - Xenuromys barbatus Milne-Edwards, 1900

### Pseudomys csoport
- Conilurus Ogilby, 1838 – 3 faj, nyúlpatkányok
- Leggadina Thomas, 1910 – 2 faj
- Leporillus Thomas, 1906 – 2 faj, rőzsepatkányok
- Mastacomys Thomas, 1882 – 1 faj
  - sötét ausztrálegér (Mastacomys fuscus) Thomas, 1882 - korábban Pseudomys fuscus
- Mesembriomys Palmer, 1906 – 2 faj, ausztrálpatkányok
- Notomys Lesson, 1842 – 10 faj, kabócaegerek
- Pseudomys Gray, 1832 – 25 faj, ausztrálegerek
- Zyzomys Thomas, 1909 – 5 faj

### Rattus csoport
- Abditomys Musser, 1982 – 1 faj
  - Abditomys latidens Sanborn, 1952
- Bandicota Gray, 1873 – 3 faj, bandikutpatkányok
- Berylmys Ellerman, 1947 – 4 faj
- Bullimus Mearns, 1905 – 3 faj
- Bunomys Thomas, 1910 – 7 faj
- Diplothrix Thomas, 1916 – 1 faj
  - Diplothrix legata Thomas, 1906
- Kadarsanomys Musser, 1981 – 1 faj
  - Kadarsanomys sodyi Bartels, 1937
- Komodomys Musser & Boeadi, 1980 – 1 faj
  - Komodomys rintjanus Sody, 1941
- Limnomys Mearns, 1905 – 2 faj
- Nesokia Gray, 1842 – 2 faj
- Nesoromys Thomas, 1922 – 1 faj
  - Nesoromys ceramicus Thomas, 1920 - szinonimája: Stenomys ceramicus
- Palawanomys Musser & Newcomb, 1983 – 1 faj
  - Palawanomys furvus Musser & Newcomb, 1983
- Papagomys Sody, 1941 – 2 faj
- Paruromys Ellerman, 1954 – 1 faj
  - Paruromys dominator Thomas, 1921 - szinonimája: Paruromys ursinus
- Paulamys Musser, 1986 – 1 faj
  - floresi hosszúorrú patkány (Paulamys naso) Musser, 1981
- patkány (Rattus) Fischer, 1803 – 69 faj
- Sundamys Musser & Newcomb, 1983 – 3 faj
- Taeromys Sody, 1941 – 7 faj
- Tarsomys Mearns, 1905 – 2 faj
- Tryphomys Miller, 1910 – 1 faj
  - Tryphomys adustus Miller, 1910

### Stenocephalomys csoport
- Heimyscus Misonne, 1969 – 1 faj
  - Heimyscus fumosus Brosset, Dubost, & Heim de Balsac, 1965
- Hylomyscus Thomas, 1926 – 14 faj
- Mastomys Thomas, 1915 – 8 faj, sokcsecsűpatkányok
- Myomyscus Shortridge, 1942 – 4 faj
- Praomys Thomas, 1915 – 17 faj
- Stenocephalemys Frick, 1914 – 4 faj

### Uromys csoport
- Melomys Thomas, 1922 – 23 faj, mozaikfarkú patkányok
- Paramelomys Rümmler, 1936 – 9 faj
- Protochromys Menzies, 1996 – 1 faj
  - Protochromys fellowsi Hinton, 1943 - korábban Melomys fellowsi
- Solomys Thomas, 1922 – 5 faj
- Uromys Peters, 1867 – 12 faj, óriáspatkányok

### Xeromys csoport
- Leptomys Thomas, 1897 – 5 faj
- Pseudohydromys Ruemmler, 1934 – 12 faj, cickányegerek
- Xeromys Thomas, 1889 – 1 faj
  - ausztrál mocsáripatkány (Xeromys myoides) Thomas, 1889

### Incertae sedis (itt azok a nemek vannak, amelyek nem tartóznak valamelyik fenti csoportba)
- Micaelamys Ellerman, 1941 – 2 faj
- Mirzamys Helgen & Helgen 2009 – 2 faj
- Musseromys Heaney, Balete, Rickart, Veluz & Jansa, 2009 – 1 faj
  - Musseromys gulantang Heaney, Balete, Rickart, Veluz & Jansa, 2009
- †Antemus
- †Anthracomys
- †Beremendimys
- †Castillomys
- †Castromys
- †Chardinomys
- †Dilatomys
- †Euryotomys
- †Hooijeromys Musser, 1981
- †Huaxiamys
- †Huerzelerimys
- †Karnimata
- †Kritimys
- Lammottemys
- †Mikrotia
- †Orientalomys
- †Paraethomys
- †Parapodemus
- †Parapelomys
- †Progonomys
- †Ratchaburimys
- †Rhagapodemus
- †Saidomys
- †Stephanomys
- †Qianomys
- †Wushanomys
- †Yunomys